# Radioamateur

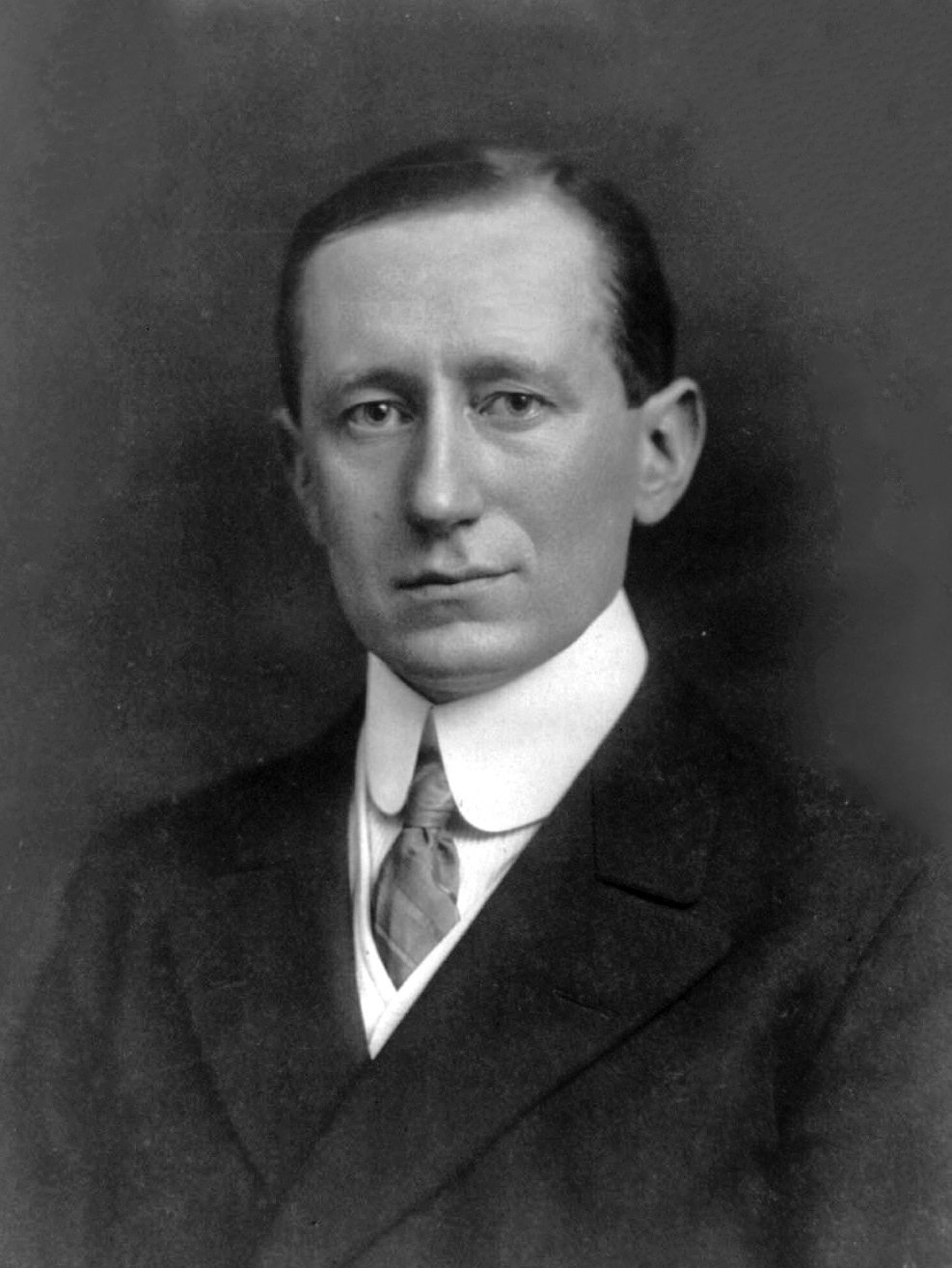
Guglielmo Marconi (niet-gelicentieerd radiozendamateur)

Een radioamateur of zendamateur, in officiële terminologie radiozendamateur, is een persoon die zich als hobbyist bezighoudt met experimenteren op het gebied van het uitzenden en ontvangen van radio- en/of televisiesignalen. Hiervoor beschikken radioamateurs over een officiële zendvergunning. Deze zendvergunning wordt door de overheid toegekend na het slagen voor een officieel examen, waarbij, afhankelijk van het gewenste vergunningsniveau, het kennisniveau met betrekking tot radio-elektronica en regelgeving getoetst wordt.
Een aantal radioamateurs heeft zich binnen Nederland en België – op vrijwillige basis – ter beschikking van de lokale en regionale overheid gesteld om bij diverse calamiteiten als verbindingshulp te fungeren. Deze radioamateurs zijn verenigd in de Dutch Amateur Radio Emergency Service (DARES), die hiervoor speciaal werd opgericht. In België heet deze groep vrijwilligers B-EARS (Belgian Emergency Amateur Radio Service).

## Vormen
Voor het uitzenden wordt een grote verscheidenheid aan modulatievormen gebruikt, van morsecode, FM,  Single Side Band (SSB) en AM-spraak, datasignalen zoals telex-signalen (in FSK, AFSK, QAM), slowscantelevisie (SSTV), amateurtelevisie (zowel analoog als digitaal) en Packet-Radio.
Radiosignalen zijn elektromagnetische golven, die zich volgens de wetten van Maxwell door de ruimte voortplanten. De voortplanting van radiogolven in de atmosfeer wordt beïnvloed door zonneactiviteit en/of weersinvloeden. Onderzoeken en experimenten naar de voortplanting onder diverse omstandigheden vormen een belangrijk onderdeel van het radiozendamateurisme.
Veel radiogolven zijn niet tot de aarde beperkt: er kunnen verbindingen gemaakt worden via een kunstmatige satelliet. Ook de maan (Moon Bounce) en meteoroïden kunnen als passieve reflector gebruikt worden om signalen terug naar de aarde te kaatsen.

## Oorsprong van de termham
Vooral Engelstalige radioamateurs noemen zichzelf ham. Ham is geen afkorting; in het Engels betekent hamming sinds de middeleeuwen overacteren en is een ham een slechte acteur. In de betekenis van telegrafist wordt de term HAM voor het eerst vermeld in het studieboek The Telegraph Instructor van G.M. Dodge in 1899.
Guglielmo Marconi had in 1895 de eerste radiotelegraaf uitgevonden, maar het zou tot 1901 duren voordat het toestel via morse een trans-Atlantische verbinding kon maken. In de beginjaren experimenteerden professionele onderzoekers en amateurs volop met antennes en vermogens.
De radiotelegraaf (vonkbrugzendapparaat) werkte op basis van breedbandige elektrische ontladingen en niet specifiek op een bepaalde frequentie, waardoor het haast onmogelijk was meer dan één uitzending tegelijk te ontvangen zonder storing van een andere. In die context ontstond de term ham voor een operator (pejoratief: amateur) die hogere vermogens toepaste dan strikt noodzakelijk voor zijn communicatie, waarmee hij het radioverkeer in de wijde omtrek verstoorde. Radioamateurs blijven zichzelf tot op vandaag ham noemen, waardoor de negatieve bijklank totaal verloren is gegaan.

## Apparatuur

### Transceivers

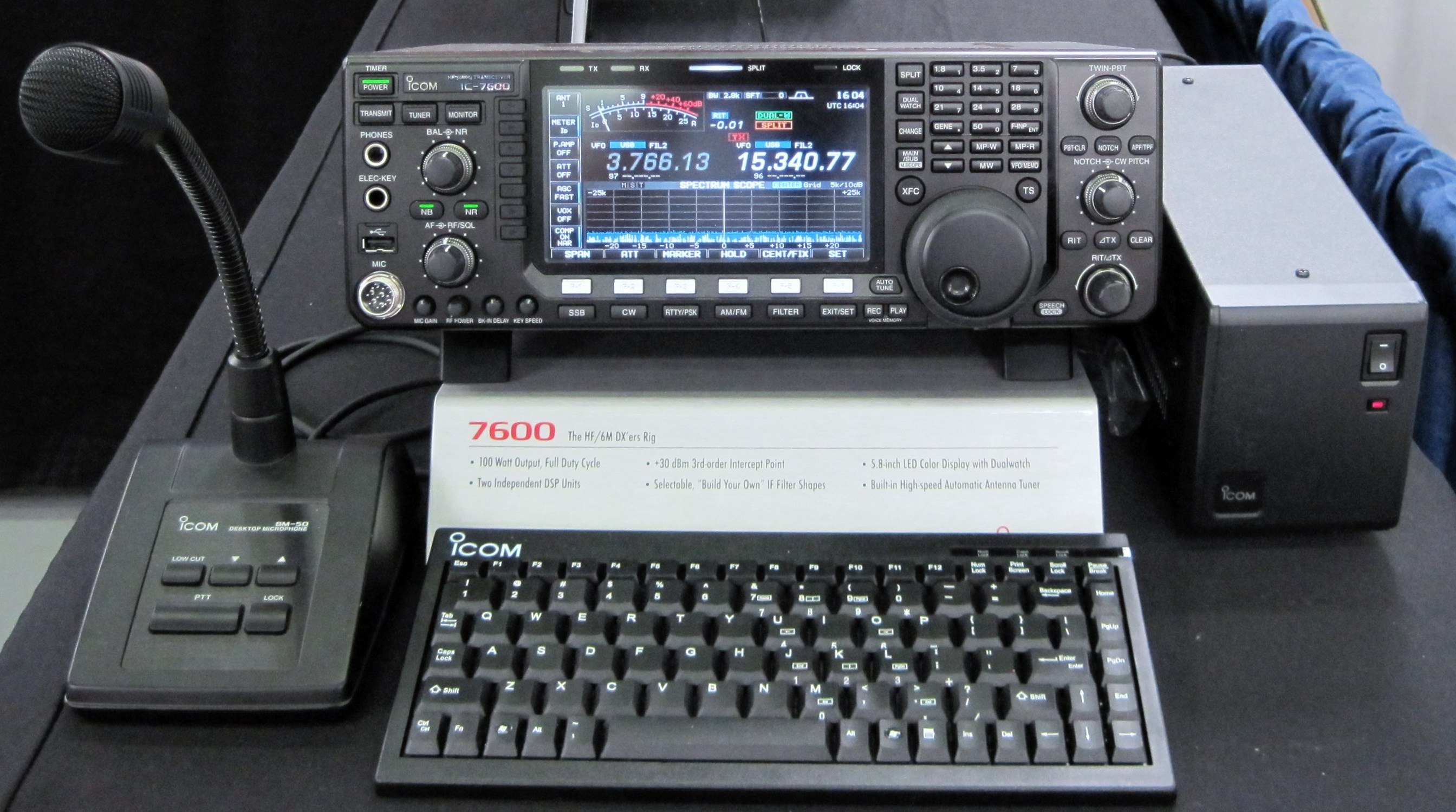
Deze Icom IC-7600 is een voorbeeld van een moderne HF-transceiver, de zender en ontvanger samengebouwd in één apparaat

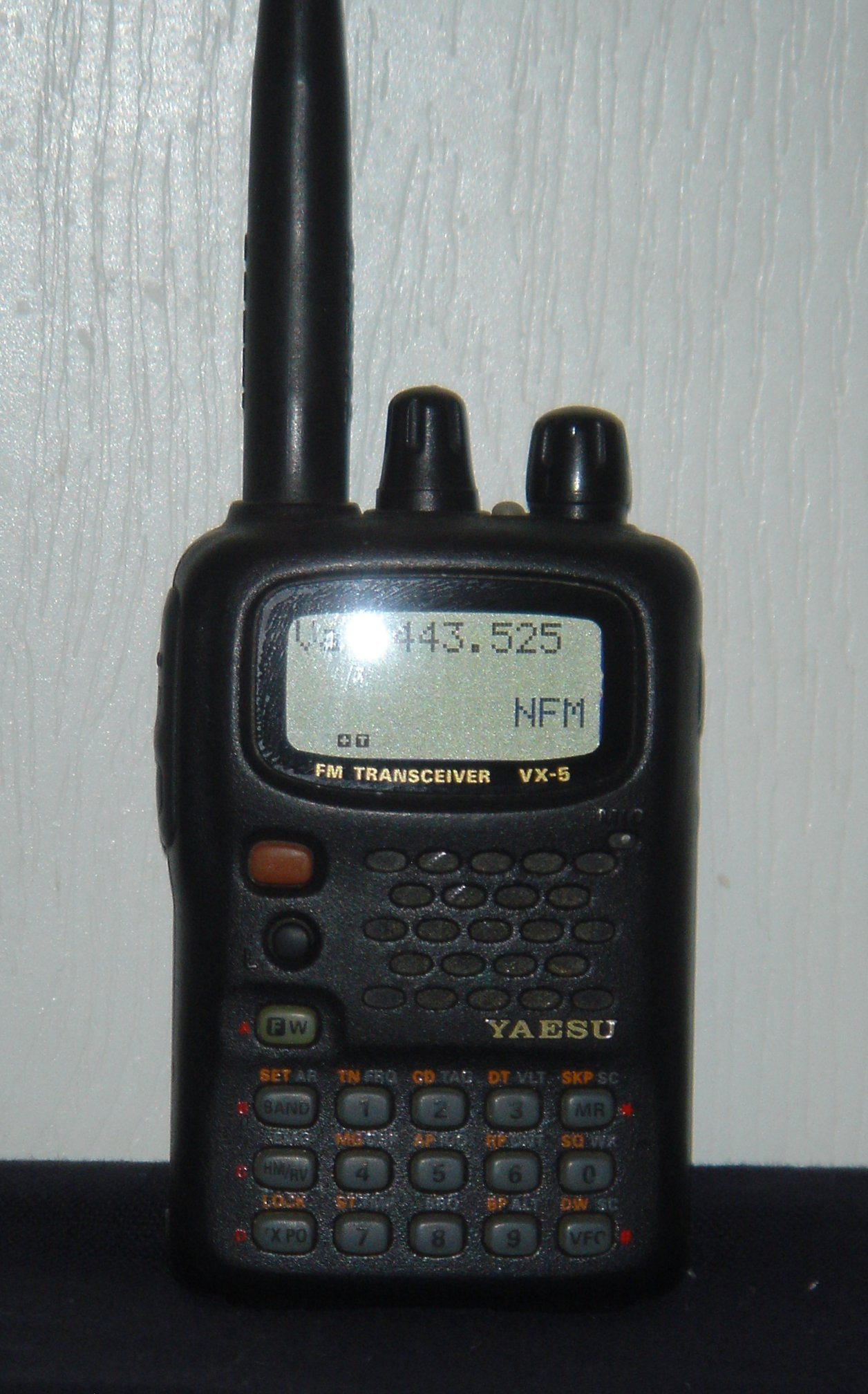
Een voorbeeld van een moderne portofoon voor VHF en UHF

Een radiozendamateur maakt meestal gebruik van een commerciële radiozender en -ontvanger, of kortweg een transceiver (transmitter en receiver). Er is een aantal merken te koop, waaronder Icom, Yaesu, Kenwood, Elecraft, Ten Tec, Flexradio en Anan. De digitalisering heeft ook in deze toepassing zijn weg gevonden. Ondanks het feit dat de meeste commerciële toestellen nog steeds grotendeels gebaseerd zijn op analoge technologie, is de Software Defined Radio (SDR) aan een sterke opmars bezig. Bij deze laatste wordt het frequentiespectrum door de antenne aangeboden meteen aan de antenne-ingang gedigitaliseerd. Een wijziging van de software maakt het mogelijk om op een soepele manier extra functies in de zend-ontvanger toe te voegen en/of te verbeteren.
Grofweg kunnen transceivers in drie groepen worden ingedeeld:
1. HF-tranceivers, voornamelijk gebruikt voor lange-afstandsverbindingen (DX) op het MF- en HF-gebied, op golflengtes van 160 meter tot 10 meter. Gebruikelijk is een vermogen van 100 watt. Het is echter mogelijk voor bepaalde vergunningsklassen om een groter vermogen (tot maximaal 1500 watt) te gebruiken.
2. VHF-, UHF- en SHF-transceivers, voornamelijk gebruikt voor verbindingen waarbij de twee antennes elkaar kunnen zien (zichtverbindingen). De gebruikelijke golflengtes zijn 6 meter (50 MHz), 4 meter (70 MHz), 2 meter (144 MHz), 70 cm (433 MHz) en 23 cm (1,2 GHz). Het gebruikelijke zendvermogen is 50 watt, maar er worden doorgaans ook grotere vermogens gebruikt, meestal tijdens contests, radiowedstrijden in amateurjargon.
3. SHF- en EHF-transceivers, deze typen zendontvanger zijn commercieel moeilijk verkrijgbaar; doorgaans wordt de apparatuur zelf gebouwd of omgebouwd. De zendvermogens liggen meestal niet hoger dan 50 watt, gebruikelijk is 10 watt. Deze frequentiebanden worden vaak gebruikt voor amateurtelevisie. Door de grote benodigde bandbreedte voor ATV-signalen worden deze banden zeer frequent gebruikt, omdat ze relatief leeg zijn. Er is veel frequentieruimte en er is daardoor weinig onderlinge interferentie.

### Antennes
Antennes spelen een belangrijke rol in de activiteit van de radiozendamateur en zijn zonder twijfel technisch het belangrijkste onderdeel van het station. Een groter uitgangsvermogen kan de inefficiëntie van een slechte antenne niet compenseren, bijgevolg loont het de moeite om het antennesysteem zorgvuldig te ontwerpen of uit te kiezen.
Het is tevens een van de domeinen waarbij experimenteren het meest loont. Enkele belangrijke antennetypes zijn:
- Draadantenne (dipool, long wire)
- Verticale rondstraler (ground plane)
- Horizontale of verticale richtantenne (beam of Yagi)

## Wet
Voor Nederland bevatten de Telecommunicatiewet en vooral de daarop gebaseerde Regeling gebruik van frequentieruimte met meldingsplicht 2015 voorschriften die relevant zijn voor radiozendamateurs.

## Examens
Radio(zend)amateurs verkrijgen na het succesvol afleggen van een technisch examen over radiotechniek en geldende regelgeving een machtiging (zendvergunning) van de overheid om de radioapparatuur te bezitten en te gebruiken. Dit heeft als doel om op een veilige en verantwoorde manier zenders en antennes te installeren en te gebruiken waarbij eventuele storingen veroorzaakt door bijvoorbeeld directe instraling snel en doeltreffend kunnen worden aangepakt en opgelost.
Voor de toegang tot de HF-banden was tot in 2003 een succesvol morse-examen benodigd, die voorwaarde is echter in Nederland eind december 2003 en in België op 1 augustus 2003 geschrapt. Tot die tijd moest elke radio-amateur zijn of haar morse(CW)-kennis aantonen aan de hand van het seinen en ontvangen van een willekeurige tekst met een snelheid van 12 woorden per minuut, in Nederland later 5 woorden per minuut.
In België examineert het BIPT voorheen RTT (Regie van Telegraaf en Telefoon).
In Nederland werden examens afgenomen door de overheid; sinds 2008 is dat afgeschaft en kunnen particuliere organisaties onder toezicht van het Agentschap Telecom de examens afnemen. Dat zijn zowel commerciële organisaties (t/m 2011 Dirksen opleidingen te Arnhem), als non-profitorganisaties als een samenwerking tussen VRZA en VERON met de Stichting Radio Examens (SRE). Op 2 oktober 2008 richtten VRZA en VERON gezamenlijk deze Stichting Radio Examens op. De stichting treedt op als rechtspersoon bij het afnemen van examens voor radiozendamateur, categorie N en F. Sinds 2008 worden er geen machtigingen meer verleend, maar is iedereen die voor zijn examens is geslaagd licensed by registration. Ook kunnen er proefexamens gedaan worden op Ham-radio.nl. Dit is ook een goede voorbereiding op de examens.
In landen die behoren tot de CEPT kan men een HAREC-certificaat behalen dat in meerdere landen geldig is.
Sommige landen erkennen de vergunningen uitgereikt aan radioamateurs die geen morse-examen afgelegd hebben, niet of slechts beperkt. Daarom kunnen de erkende verenigingen in België sedert 2 augustus 2006 ook een morseproef afnemen en een bijhorend certificaat afleveren.

## Callsign of roepletters
Als het examen met goed gevolg is afgelegd, mag een aankomend radiozendamateur roepletters (callsign) aanvragen, waarmee hij zich voortaan in al het radioverkeer moet identificeren.
Het eerste deel van deze roepletters, het prefix bestaande uit 2 of 3 tekens, is kenmerkend voor het land. Zo zijn alle prefixen beginnend met PA t/m PI toegewezen aan Nederland en de prefixen beginnend met ON t/m OT aan België. Binnen deze toewijzing is men per land vrij in het maken van een onderverdeling.
De in België en Nederland gehanteerde roepnamen:
| Land | Prefix                            | Licentie                                     | Bijzonderheden |
| ---- | --------------------------------- | -------------------------------------------- | --- |
| B    | ON0                               |                                              | Automatische, onbemande stations zoals repeaters, bakens en packetradio-knooppunten. |
| B    | ON2                               | NOVICE                                       | Examen ON3 afgelegd voor 15/09/2005 zonder CW. Is een CEPT-erkende vergunning, waardoor gebruik in (veel) andere landen mogelijk is. Alle banden volledig van 160 m tot en met 70 cm met uitzondering van 70 MHz. Zelfbouw en modificatie is toegelaten onder voorwaarden. Apparatuur tot 200W mag gehouden worden maar tot 100W gebruikt. Toegelaten vermogen maximaal HF 100W - VHF/UHF 50W. Deze vergunning gaat opnieuw ingevoerd worden bij een Harec examen van 50%, maar het is nog niet zover; wanneer wel, weet het BIPT zelf niet. |
| B    | ON3                               | Basisvergunning                              | Beperkte machtiging (geen Novice) 80-m, 40-m, 30-m, 20-m, 15-m, 10-m, 2-m en 70-cm-band alleen met commerciële zendapparatuur. Het maximaal toegelaten zendvermogen bedraagt HF 25 watt - VHF/UHF 50W, let wel: Apparatuur van maximaal 100W output mag gebruikt worden. Met deze vergunning kan men niet naar het buitenland. |
| B    | ON1, ON4, ON5, ON6, ON7, ON8, ON9 | HAREC                                        | Volledige machtiging voor alle voor radioamateurs beschikbare frequentiebanden met een zendvermogen tot 1500 watt. |
| B    | OO-->OT                           | Voormalige contestcallsign voor clubstations | Nu is het voor een ieder die een HAREC-vergunning heeft, mogelijk een speciaal callsign aan te vragen. De OT5x-reeks blijft voorbehouden voor clubstations. |

| Land | Prefix                     | Licentie                  | Bijzonderheden |
| ---- | -------------------------- | ------------------------- | --- |
| NL   | PA, PB, PC, PE, PF, PG, PH | F(ull) (vroeger A,B of C) | Volledige machtiging voor alle amateurbanden (zie Overzicht van de aan radiozendamateurs toegewezen frequenties) met een maximum zendvermogen van 400 watt. Vanaf de 23-cm-band en hoger geldt een maximum zendvermogen van 120 W. |
| NL   | PD                         | N(ovice) (vroeger D)      | Beperkte machtiging, alleen voor de 40-m-, 20-m-, 10-m-, maximaal 100 watt zendvermogen en voor de 2-m- en 70-cm-band met een maximum zendvermogen van 25 watt.                                                                    |
| NL   | PI4                        |                           | Gereserveerd voor verenigingszenders. |
| NL   | PI5                        |                           | Gereserveerd voor opleidingen. |
| NL   | PI1                        |                           | D-star relaisstations, Packetradio-accesspoints en nodes (knooppunten). |
| NL   | PI2, PI3                   |                           | Gereserveerd voor FM-relaisstations. Zie ook relaiszender. |
| NL   | PI6                        |                           | Gereserveerd voor ATV-relaisstations en transponders. |
| NL   | PI7                        |                           | Gereserveerd voor bakenzenders. |
| NL   | PI8                        |                           | Packetradio mailboxen. |
| NL   | PI9                        |                           | Gereserveerd voor verenigingszenders. |
| NL   | PI9D                       | DARES                     | PI9DA t/m PI9DZ Gereserveerd voor DARES. |

### België
Belgische stations hebben een verplicht prefix ON, gevolgd door één cijfer en twee of drie letters. Op aanvraag kan een tweede zogenaamde 'vanity call sign' gebruikt worden met prefix OO tot en met OT.
Radioamateurs in België kunnen binnen de gestelde grenzen vrij hun roepteken kiezen.
Vreemdelingen die naar België komen, korter dan 3 maanden, moeten hun call voorafgaan met ON/ - zowel voor Harec als voor Novice.

### Nederland
Voor Nederland bestaat een callsign uit een prefix van twee letters en één cijfer, gevolgd door een suffix van één, twee of drie letters. De roepnaam is tegenwoordig vrij te kiezen, met uitzondering van SOS en lettercombinaties in de reeks QOA t/m QUZ als suffix, om verwarring met de Q-codes te voorkomen.
Willekeurig voorbeeld van een Nederlandse callsign is PE1GLL. Aan Nederland toegewezen prefixletters zijn vanaf PA tot en met PI.
Het eerste in Nederland uitgegeven callsign was, op 19 augustus 1929, PA0BZ en de enige Nederlander die zonder het doen van examen een machtiging en roepletters heeft gekregen is Henk Jesse, PA0CII. Hij ontving deze op 9 december 1983, 60 jaar nadat hij als piraat met de roepletters PCII in 1923 als eerste Nederlander een radioverbinding tot stand had gebracht met Noord-Amerika op een golflengte van 113 meter. Henk Jesse werd in 2001 SK (Silent Key), wat in het amateurjargon betekent dat hij overleden is.

## Spectrum
In 1904 heeft Nederland voor het eerst een Telegraafwet ingevoerd om exuberante vermogens en storingen van het radioverkeer in te dammen. Uiteindelijk zijn in de Telegraafwet ook de regels neergelegd waarbinnen radioamateurs hun hobby kunnen uitoefenen.
In het hele radiospectrum is globaal 6 procent door ITU-R gereserveerd voor zendamateurs. Dit voorrecht is eigenlijk een overblijfsel uit de begintijd van de radiotechniek. Radioamateurs hebben meermalen met hun radio-experimenten mogelijkheden bedacht en de gebruiksmogelijkheden van de verschillende golflengten aangetoond. Zo is veel kennis vergaard, maar desondanks werden de amateurs steeds weer opnieuw verbannen naar commercieel minderwaardige banden. Gezien de schaarste op de MF- en HF-banden is daar de toegewezen ruimte beperkt, maar met name in de VHF- en vooral UHF/SHF/EHF-banden is volop ruimte gereserveerd, al zijn amateurs ook daar zelden de enige gebruikers van die frequentiebanden.
Rond 1930 werd structureel een deel van de radiobanden gereserveerd voor amateurs met een machtiging.

## Verenigingen
Er zijn twee landelijke verenigingen actief in Nederland en één in België, waar de twee grootste taalgemeenschappen verder ook hun eigen vereniging hebben. Deze verenigingen proberen de belangen van zendamateurs in het overleg met de overheid zo goed mogelijk te bewaken en te verdedigen. De grootste vereniging van Nederland is de VERON, gevolgd door de VRZA. De grootste vereniging van België is de UBA, gevolgd door de Nederlandstalige VRA en de Franstalige UFRC. Daarnaast is per land één vereniging lid van de wereldorganisatie van zendamateurs (de IARU) (voor Nederland de VERON en voor België de UBA). De VERON en de VRZA zijn regionaal georganiseerd in afdelingen, die soms ook een eigen onderkomen hebben. Ook de Belgische verenigingen zijn georganiseerd in plaatselijke afdelingen. Voor de UBA zijn dat er meer dan 80.
In 2019 is er een derde club actief geworden in Nederland, de Dutch Amateur Radio Union (DARU). Deze is echter op 13 november 2023 gestopt vanwege een gebrek aan bestuursleden.

## Scouting
Eens per jaar houden Scouts over de hele wereld de Jamboree on the Air (JOTA). Door middel van de amateurradio maken zij contact met elkaar tijdens het derde weekend van oktober. De roepletters van het station worden tijdens dit weekend uitgebreid met /J (stroke Jamboree). Bij verschillende groepen is een permanent amateurradiostation gevestigd. Lokale amateurverenigingen houden hier hun bijeenkomsten en helpen mee met de JOTA.

## Overzicht van de aan radiozendamateurs toegewezen frequenties

### LFLange golf(LW/Longwave)
- 135,7 - 137,8 kHz (2200 meter). Alleen telegrafiesignalen toegestaan.

### MFMiddengolf(MW/Mediumwave)
- 472,0 - 479,0 kHz (635 meter). Alleen telegrafiesignalen toegestaan.
- 1,81 - 1,88 MHz (160 meter).
- België 1,81 - 2,00 MHz. Telegrafie, digitale data en spraak toegestaan (tussen 1,850 - 2,00 MHz enkel 10W).

### HFKorte golf(SW/Shortwave)

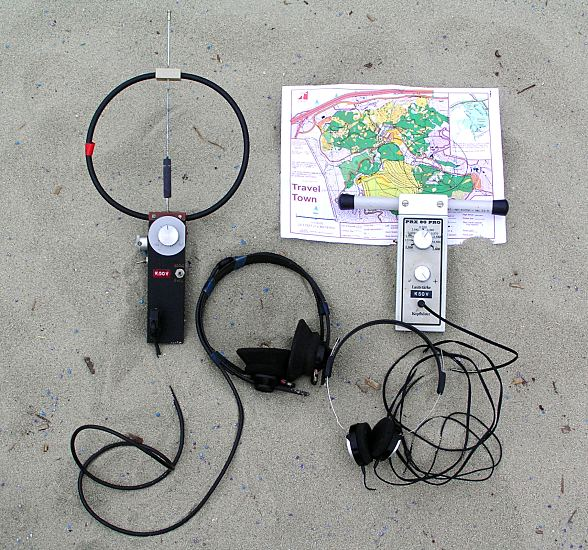
Ontvangers en kaart voor de vossenjacht

- 3,5 - 3,8 MHz (80 meter). Telegrafie, digitale data en spraak toegestaan, vossenjacht.
- 5,350 - 5,450 MHz (60 meter). Telegrafie, digitale data en spraak toegestaan. Combinatieband met militaire stations en weerstations, deze mogen niet gestoord worden en hebben altijd voorrang.
- 7,0 - 7,2 MHz (40 meter). Telegrafie, digitale data, bakens en spraak toegestaan.
- 10,1 - 10,15 MHz (30 meter). Telegrafie en digitale data toegestaan.
- 14,0 - 14,35 MHz (20 meter). Telegrafie, digitale data, bakens, spraak en slowscantelevisie toegestaan.
- 18,068 - 18,168 MHz (17 meter). Telegrafie, digitale data, bakens en spraak toegestaan.
- 21,0 - 21,45 MHz (15 meter). Telegrafie, digitale data, bakens, spraak en slowscantelevisie toegestaan.
- 24,89 - 24,990 MHz (12 meter). Telegrafie, digitale data, bakens en spraak toegestaan.
- 28,0 - 29,7 MHz (10 meter). Telegrafie, digitale data, bakens, spraak, slowscantelevisie en satellietverbinding toegestaan.

### VHF Very High Frequency
- 40 MHz ( 8 meter ) 30 KHz mits bijkomende BIPT aanvraag in België
- 50 - 52 MHz (6 meter). Telegrafie, bakens, slowscantelevisie, spraak en digitale data toegestaan.
- 70 - 70,500 MHz (4 meter)[5][6][7]
- 144 - 146 MHz (2 meter). Telegrafie, spraak, bakens, digitale data en slowscantelevisie toegestaan, vossenjacht.

### UHF Ultra High Frequency
- 430 - 440 MHz (70 centimeter). Telegrafie, bakens, slowscantelevisie, spraak en digitale data toegestaan.
- 1240 - 1300 MHz (23 cm) idem
- 2320 - 2450 MHz (13 cm) idem

### SHF Super High Frequency
- 3400 - 3475 MHz (9 cm) idem - In België gereserveerd voor telecom-licentiehouders[8][9]
- 5650 - 5850 MHz (6 cm) idem
- 10 - 10,5 GHz (3 cm) idem
- 24 - 24,25 GHz (1,25  cm) idem

### EHF Extreme High Frequency
- 47 - 47,2 GHz idem
- 76 - 81,5 GHz idem
- 122,25 – 123 GHz idem
- 134 – 141 GHz idem
- 241 – 250 GHz idem

In België zijn op alle banden alle klassen van uitzending toegestaan. Het BIPT legt geen enkele beperking op, enkel ON2/3/9A mogen geen ATV en DATV.

## Geen radioamateur

### Piraterij
Piraten zijn ofwel personen die uitzenden zonder daartoe gemachtigd te zijn, ofwel hiertoe gemachtigd zijn, maar hun bestaande licentievoorwaarden opzettelijk overtreden.
Het uitzenden op frequenties, of met vermogens, of met modulatievormen, of antennes waarvoor men geen licentie heeft, zijn hiervan voorbeelden.
De 27 MHz (11 meter band), in de volksmond 27 MC of CB genoemd (26,965 - 27,405 MHz), is voor iedereen vrijgegeven (ook gemachtigde radio-zendamateurs), van een licentieplicht en examens is hier geen sprake, toch is er door de wetgever een regulerend kader opgesteld met betrekking tot het gebruik van deze frequenties, waaraan iedere gebruiker zich dient te conformeren.
Een gebruiker van de 27 MHz band kán een zendpiraat zijn als de manier van uitzenden niet voldoet aan de eisen van het regulerend kader.
Door de ongecontroleerde opzet van de 11-meterband vindt men vrij vaak gebruikers die de toegewezen frequenties oneigenlijk gebruiken door bv. een te hoog vermogen en/of richtantennes te gebruiken.
De identificatie van de stations op 27 MHz geschiedt volledig willekeurig, er is, in tegenstelling tot de radio-zendamateurs geen gereguleerde roepnaamstructuur of registratie.

### Legaal UHF-gebruik

#### LPD
Tussen 433,075 en 434,775 MHz in een kanaalraster van 25 kHz bevinden zich de voor iedereen toegankelijke zogenaamde vergunningsvrije LPD-frequenties (Low Power Device). In totaal zijn er 69 kanalen beschikbaar en de portofoons hebben een laag vermogen van maximaal 10 milliwatt. De portofoons zijn vrij in de winkel te koop en mogen zonder vergunning gebruikt worden.

#### (d)PMR
Tussen 446 en 446,2 MHz in een kanaalraster van 12,5 kHz en 6,25 kHz zijn 16 en 32 kanalen toegewezen als vergunningsvrije (d)PMR-frequenties ((digital) Private Mobile Radio). Deze zijn gereserveerd voor (d)PMR-portofoons van laag vermogen (maximaal 500 milliwatt) die zonder vergunning in de winkel te koop zijn en ook zonder vergunning in Europa gebruikt mogen worden. In de meeste gevallen beschikken portofoons echter alleen over de eerste 8 kanalen. Kanaal 8 t/m 16 is meestal in gebruik door dPMR, maar er is geen wettelijke begrenzing. Analoog en digitaal mag dus kriskras door elkaar gebruikt worden, mits de gebruikte apparatuur gekeurd en niet gemodificeerd is. Overlast van andere moet men op de koop toe nemen, maar kan vaak met CTCSS onderdrukt worden.
Analoge kanalen:
- Kanaal 01: 446,006 25 MHz
- Kanaal 02: 446,018 75 MHz
- Kanaal 03: 446,031 25 MHz
- Kanaal 04: 446,043 75 MHz
- Kanaal 05: 446,056 25 MHz
- Kanaal 06: 446,068 75 MHz
- Kanaal 07: 446,081 25 MHz
- Kanaal 08: 446,093 75 MHz
- Kanaal 09: 446,106 25 MHz
- Kanaal 10: 446,118 75 MHz
- Kanaal 11: 446,131 25 MHz
- Kanaal 12: 446,143 75 MHz
- Kanaal 13: 446,156 25 MHz
- Kanaal 14: 446,168 75 MHz
- Kanaal 15: 446,181 25 MHz
- Kanaal 16: 446,193 75 MHz

dPMR-kanalen:
- Kanaal 01: 446,003 125 MHz
- Kanaal 02: 446,009 375 MHz
- Kanaal 03: 446,015 625 MHz
- Kanaal 04: 446,021 875 MHz
- Kanaal 05: 446,028 125 MHz
- Kanaal 06: 446,034 375 MHz
- Kanaal 07: 446,040 625 MHz
- Kanaal 08: 446,046 875 MHz
- Kanaal 09: 446,053 125 MHz
- Kanaal 10: 446,059 375 MHz
- Kanaal 11: 446,065 625 MHz
- Kanaal 12: 446,071 875 MHz
- Kanaal 13: 446,078 125 MHz
- Kanaal 14: 446,084 375 MHz
- Kanaal 15: 446,090 625 MHz
- Kanaal 16: 446,096 875 MHz

- Kanaal 17: 446,103 125 MHz
- Kanaal 18: 446,109 375 MHz
- Kanaal 19: 446,115 625 MHz
- Kanaal 20: 446,121 875 MHz
- Kanaal 21: 446,128 125 MHz
- Kanaal 22: 446,134 375 MHz
- Kanaal 23: 446,140 625 MHz
- Kanaal 24: 446,146 875 MHz
- Kanaal 25: 446,153 125 MHz
- Kanaal 26: 446,159 375 MHz
- Kanaal 27: 446,165 625 MHz
- Kanaal 28: 446,171 875 MHz
- Kanaal 29: 446,178 125 MHz
- Kanaal 30: 446,184 375 MHz
- Kanaal 31: 446,190 625 MHz
- Kanaal 32: 446,196 875 MHz

### Nederland
- Vereniging voor Experimenteel Radio Onderzoek Nederland (VERON)
- Vereniging van Radiozendamateurs (VRZA)
- Controlerende Instantie (Agentschap Telecom)

### België
- Koninklijke Unie van de Belgische Zendamateurs (UBA)
- Vlaamse Radio Amateurs (VRA)
- Belgisch Instituut voor postdiensten en telecommunicatie (BIPT)